# Niagara-Sud
Pour les articles homonymes, voir Niagara.
Circonscription électorale fédérale du Canada
Niagara-Centre ((en) Niagara Centre) (auparavant Welland) est une circonscription électorale fédérale de l'Ontario depuis 2015. Elle fut aussi représentée de 1997 à 2004. 
La circonscription de Niagara-Centre a été créée en 1996 à partir des circonscriptions d'Erie et de Welland—St. Catharines—Thorold. Abolie en 2003, elle fut redistribuée parmi Niagara-Ouest—Glanbrook, St. Catharines et Welland.
À la suite du découpage de la carte électorale de 2022, la circonscription sera renommée Niagara-Sud. 

## Géographie
En 1996, la circonscription d'Erie—Lincoln comprenait:
- La municipalité régionale de Niagara
  - La ville de Pelham
  - La ville de Welland
  - Une partie de la ville de Saint Catharines
  - Une partie de la ville de Thorold, à l'ouest du canal Welland

En 2015, la circonscription de Niagara-Centre est composé des villes de Port Colborne, Thorold et Welland, ainsi que d'une partie de la ville de Saint Catharines.
Les circonscriptions limitrophes sont Niagara-Ouest et St. Catharines et Niagara Falls.

## Députés
1997-2004
| Législature                                                   | Années                                                        | Député                                                        | Député                                                        | Parti                                                         |
| Niagara-Centre Issue d'Erie et Welland—St. Catharines—Thorold | Niagara-Centre Issue d'Erie et Welland—St. Catharines—Thorold | Niagara-Centre Issue d'Erie et Welland—St. Catharines—Thorold | Niagara-Centre Issue d'Erie et Welland—St. Catharines—Thorold | Niagara-Centre Issue d'Erie et Welland—St. Catharines—Thorold |
| ------------------------------------------------------------- | ------------------------------------------------------------- | ------------------------------------------------------------- | ------------------------------------------------------------- | ------------------------------------------------------------- |
| 36e                                                           | 1997–2000                                                     |                                                               | Gilbert Parent                                                | Libéral                                                       |
| 37e                                                           | 2000–2004                                                     | Tony Tirabassi                                                |                                                               | Libéral                                                       |
| Circonscription renommée Welland                              |                                                               |                                                               |                                                               |                                                               |

Depuis 2015
| Législature    | Années         | Député         | Député         | Parti          |
| Niagara-Centre | Niagara-Centre | Niagara-Centre | Niagara-Centre | Niagara-Centre |
| -------------- | -------------- | -------------- | -------------- | -------------- |
| 42e            | 2015–2019      |                | Vance Badawey  | Libéral        |
| 43e            | 2019–2021      |                | Vance Badawey  | Libéral        |
| 44e            | 2021–Présent   |                | Vance Badawey  | Libéral        |
| Niagara-Sud    |                |                |                |                |

## Résultats électoraux
Depuis 2015
1997-2004

## Circonscription provinciale
Depuis les élections provinciales ontariennes du 4 octobre 2007, l'ensemble des circonscriptions provinciales et des circonscriptions fédérales sont identiques.